# Вали Милс (Тексас)
Вали Милс (енгл. Valley Mills) град је у америчкој савезној држави Тексас. По попису становништва из 2010. у њему је живело 1.203 становника.

## Демографија
Према попису становништва из 2010. у граду је живело 1.203 становника, што је 80 (7,1%) становника више него 2000. године.
| Група             | 2000.       | 2010.       |
| Белци             | 943 (84,0%) | 945 (78,6%) |
| Афроамериканци    | 56 (5,0%)   | 56 (4,7%)   |
| Азијати           | 3 (0,3%)    | 3 (0,2%)    |
| Хиспаноамериканци | 98 (8,7%)   | 186 (15,5%) |
| Укупно            | 1.123       | 1.203       |